# Sint-Rochuskerk (Hatzenport)
De Sint-Rochuskerk is een rooms-katholieke parochiekerk in Hatzenport, een plaats aan de Moezel in het Duitse Bundesland Rijnland-Palts.

## Beschrijving
In 1869 werd de oude Sint-Rochuskapel wegens bouwvalligheid afgebroken. Ongeveer 100 meter stroomopwaarts van de Moezel werd in de jaren 1869-1870 door de Koblenzer architect Hermann Nebel de huidige kerk gebouwd. In 1910 werd een neogotische aanbouw gerealiseerd en een massieve toren opgetrokken. In deze periode werd ook het naastgelegen parochiehuis gebouwd.
De kerk werd gewijd aan de heilige Rochus, een van de veertien noodhelpers en schutspatroon van pestlijders en huisdieren.
Het grootste deel van de bouwkosten konden worden gefinancierd uit een schenking van Jakob Platten († 1858), de toenmalige pastoor van Hatzenport.
Op een van de drie koorramen bevindt zich een Pruisische adelaar met een Latijnse tekst, die (vertaald in het Nederlands) luidt: "door een geschenk van koning Wilhelm heeft de glasschilder deze drie ramen rijk gedecoreerd".

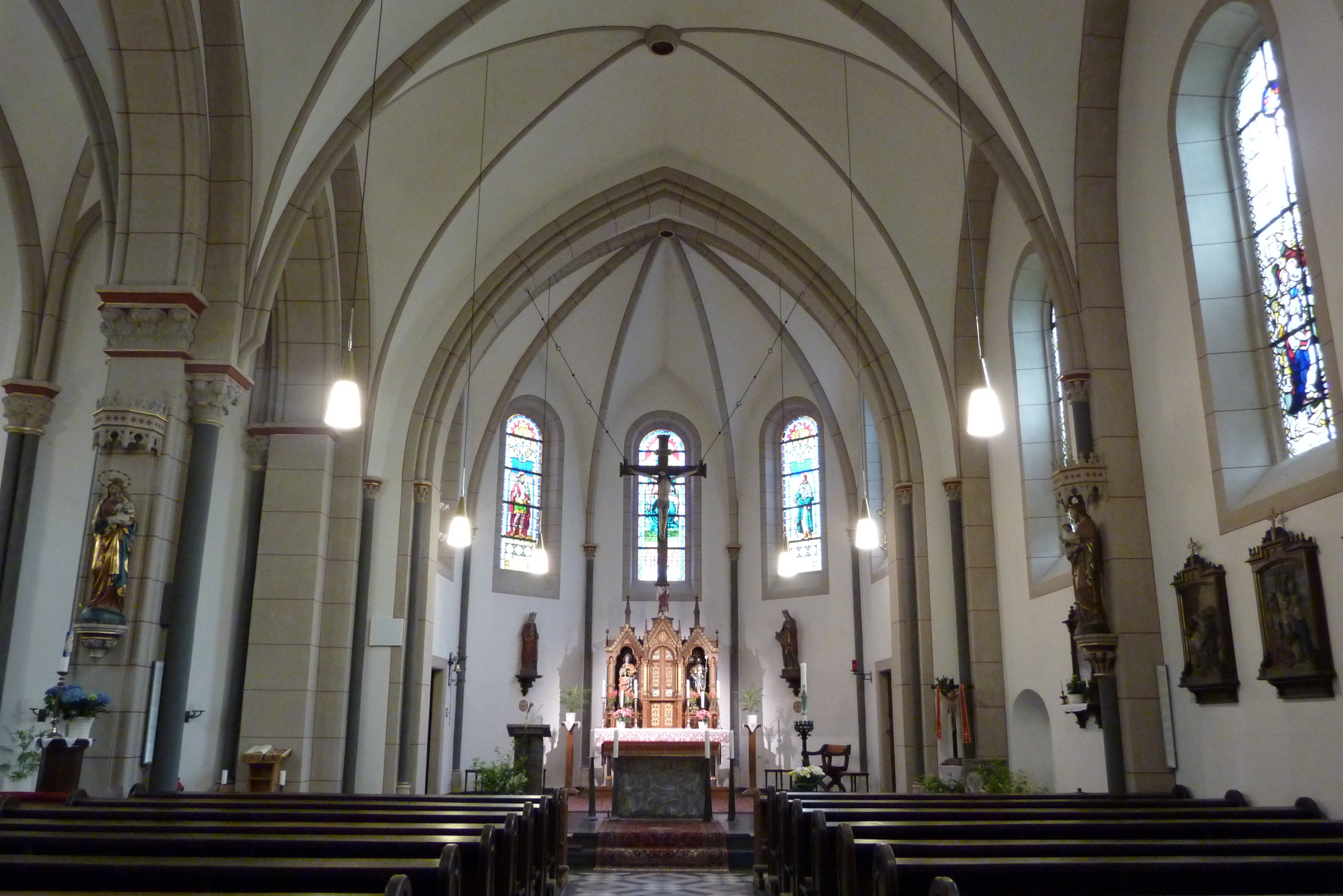
Interieur Sint-Rochuskerk